# Kmeria
Kmeria es un género de árboles perteneciente a la familia  Magnoliaceae, consiste en cinco especies nativas del este de Asia y sur de China e Indochina. 
El género estaba anteriormente incluido en  Magnolia, del cual fue separado sobre la base de sus flores unisexuales y forma ventral de dehiscence. No ha sido aceptado en el catálogo de  Flora de China, donde las especies han sido divididas entre los géneros Woonyongia (K. septentrionalis) y Parakmeria (los otros).

## Especies
- Kmeria duperreana
- Kmeria lotungensis
- Kmeria omeiensis
- Kmeria septentrionalis
- Kmeria yunnanensis